# Trachylepis dumasi
Trachylepis dumasi är en ödleart som beskrevs av  Ronald Archie Nussbaum och RAXWORTHY 1995. Trachylepis dumasi ingår i släktet Trachylepis och familjen skinkar. IUCN kategoriserar arten globalt som sårbar.
Artens utbredningsområde är Madagaskar. Inga underarter finns listade i Catalogue of Life.